# تیم ملی فوتبال زیر ۲۳ سال فلسطین
تیم ملی فوتبال زیر ۲۳ سال فلسطین (به انگلیسی: Palestine national under-23 football team) تیم فوتبال جوانان کشور فلسطین است و زیر نظر فدراسیون فوتبال فلسطین فعالیت می‌کند. این تیم نمایندهٔ فلسطین در بازی‌های المپیک و بازی‌های آسیایی است.